# Aberford
Aberford är en by och civil parish öster om Leeds, Storbritannien. Namnet är av anglosaxiskt ursprung. Byn ligger nära motorvägen M1 och har legat längs dess föregångare. Den har därför kommit att växa längs vägen i en avlång form.